# Rebévelier
Rebévelier (Duits (verouderd): Ruppertswiler) is een gemeente en plaats in het Zwitserse kanton Bern, en maakt deel uit van het district Jura bernois.
Rebévelier telt 45 inwoners.